# Mapa Para Conversar
Pour plus de détails, voir Fiche technique et Distribution.
Mapa Para Conversar (littéralement Une carte pour une discussion ; A Map for a Talk pour le titre international) est un film chilien de 2012 réalisé par Constanza Fernández.

## Synopsis
Le film raconte l'histoire d'une femme adulte, de sa mère et de leur amoureuse commune.

## Fiche technique
- Titre original : Mapa Para Conversar
- Titre international : A Map for a Talk / A Map for Love
- Réalisation : Constanza Fernández
- Scénario : Fernández Constanza
- Producteur :
- Musique :
- Pays d'origine :  Chili
- Langue originale : espagnol
- Genre : Drame
- Durée : 81 minutes
- Date de sortie : 
  -  Chili : 14 juin 2012
  -  Danemark : 22 octobre 2012

## Distribution
- Moro Andrea : Roberta
- Francisca Bernardi : Javiera
- Mariana Prat : Ana
- Romano Kottow : Emilio
- Francisco Pizarro Saenz de Urtury : Rafael